# 芙洛兒·雅埃吉
芙洛兒·雅埃吉（Fleur Jaeggy；1940年7月31日—），瑞士作家，用意大利语写作。泰晤士报文学副刊将《渡輪之旅》评为年度最佳图书。《管教的甜蜜歲月》赢得了巴古塔獎和維亞雷焦文學獎。

## 生平
雅埃吉出生在苏黎世。
瑞士完成学业后，雅埃吉移居罗马，結識了英格博格·巴赫曼和托马斯·伯恩哈德。 1968年，雅埃吉在米兰阿爾德菲出版社（Adelphi Edizioni）工作，与羅伯托·卡拉索结婚，出版第一本小說《口中手指》。她的重要作品是小说《管教的甜蜜歲月》（1989），描述少女在寄宿學校的生活歲月。泰晤士报文学副刊将《渡輪之旅》评为 2003 年最佳书籍。 她亦擔任马赛尔·施沃布和托馬斯·德·昆西的意大利语翻译。
以卡洛塔·威克(Carlotta Wieck)为笔名，她与意大利音乐家佛朗哥巴蒂亚托共事。

## 作品列表

### 小说[2]
- 《口中手指》（Il dito in bocca, Adelphi, 1968. OCLC 604490511）
- 《守護天使》（L'angelo custode, Adelphi, 1971）
- 《水雕像》（Le statue d'acqua, Adelphi, 1980）
- 《管教的甜蜜歲月》（I beati anni del castigo, Adelphi, 1989. ISBN 9788845910081ISBN 9788845910081）
- 《天堂怖慄》（La paura del cielo, Adelphi, 1994. ISBN 9788845913723ISBN 9788845913723）
- 《渡輪之旅》（Proleterka, Adelphi, 2001）
- 《那些可能的日子》（Vite congetturali, Adelphi, 2009）
- 《我是XX的哥哥》（Sono il fratello di XX, Adelphi, 2014）